# Crooked Creek (vattendrag i Kanada, Ontario, lat 46,29, long -82,82)
Crooked Creek är ett vattendrag i Algoma District i provinsen Ontario i den sydöstra delen av Kanada och ett biflöde till Blind River. Crooked Creek rinner åt väster från McGiverin Lake till Granary Lake. Därifrån till Lake Duborne kallas vattendraget Granary Creek.